# لا سالوت

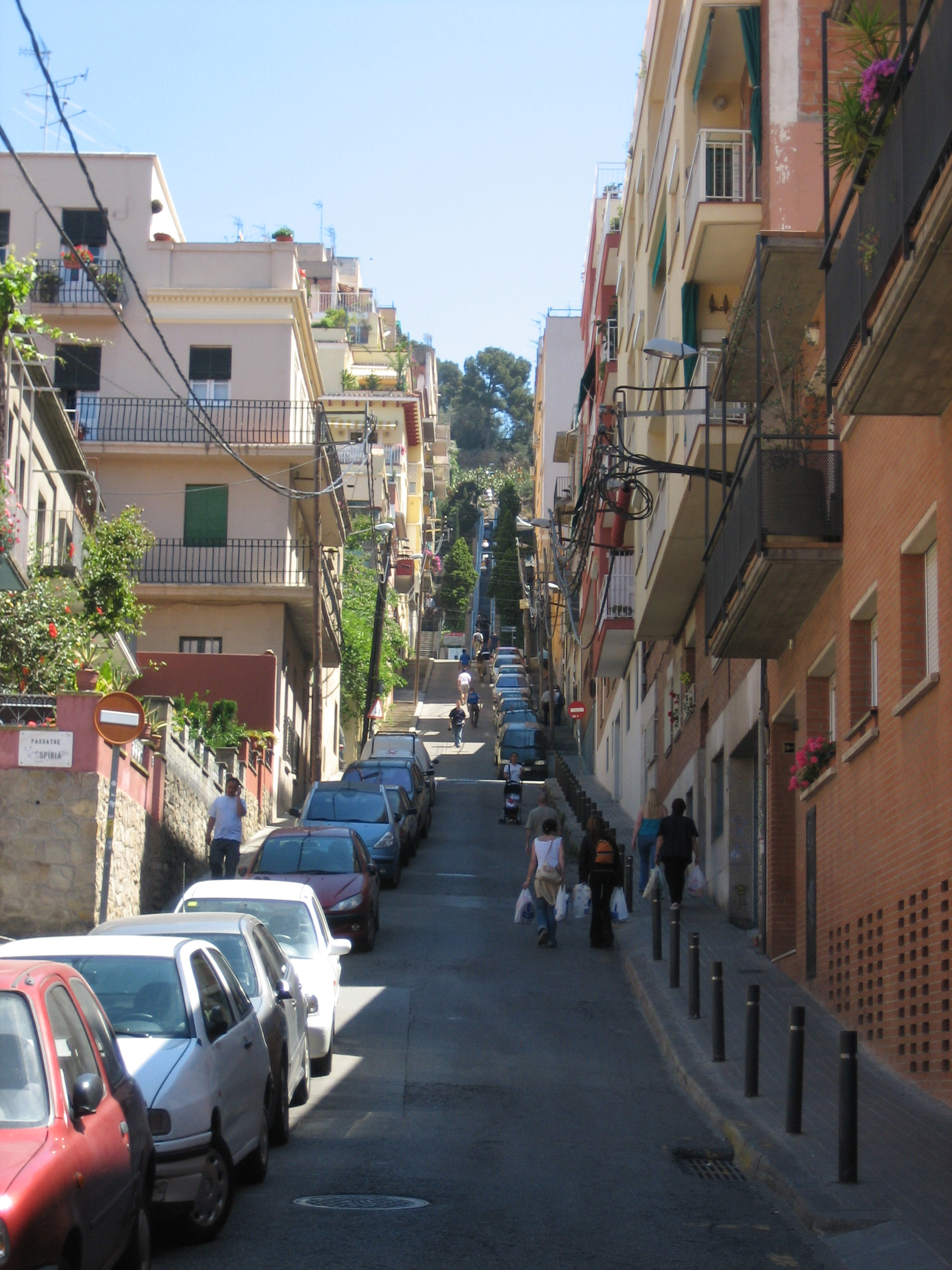
بايكسادا دي لا جلوريا

لا سالوت هو أحد أحياء مقاطعة غراثيا في برشلونة، كاتالونيا، إسبانيا.